# Трубкорылы
Трубкорылы (лат. Solenostomus) — род лучепёрых рыб, единственный в семействе соленостомовых (Solenostomidae). Распространены в тропических и субтропических водах Индо-Тихоокеанской области.

## Описание
Тело короткое, сжато с боков, покрыто костяными пластинками звёздчатой формы с кожными сосочками. Тело имеет максимальную высоту между началом первого спинного плавника и брюшными плавниками и сильно сужается между основаниями брюшных плавников и началом второго спинного и анального плавников. Голова удлинённая, длина головы составляет примерно 44% от стандартной длины тела. Рыло длинное, трубкообразное, с назальными ламеллами (количество ламелл различается у самок и самцов). Рот маленький, ориентирован вертикально, без зубов. На нижней челюсти есть один усик. Два спинных плавника далеко разнесены друг от друга. В первом спинном плавнике пять длинных колючих лучей. Второй спинной плавник отнесён далеко к задней части тела, имеет приподнятое основание и 17—22 мягких лучей. Анальный плавник с 17—22 мягкими лучами расположен напротив второго спинного плавника. Брюшные плавники большие, с одним колючим и 6 мягкими лучами, расположены напротив первого спинного плавника. Грудные плавники маленькие, закруглённые. Хвостовой плавник усечённый, закруглённый или ланцетовидный. Боковая линия отсутствует. Позвонков 32—34. Максимальная длина тела 17 см.

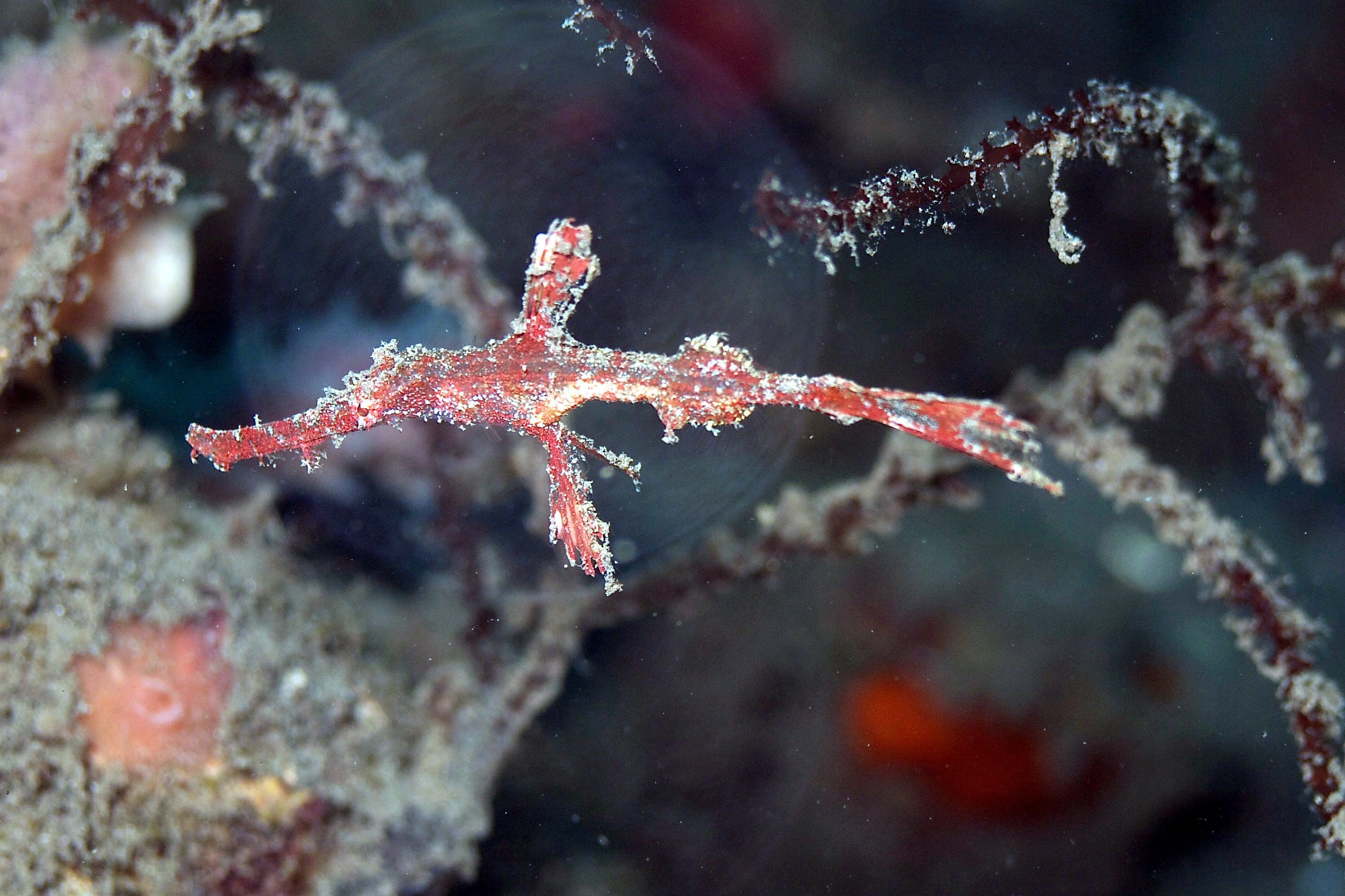
Solenostomus leptosoma

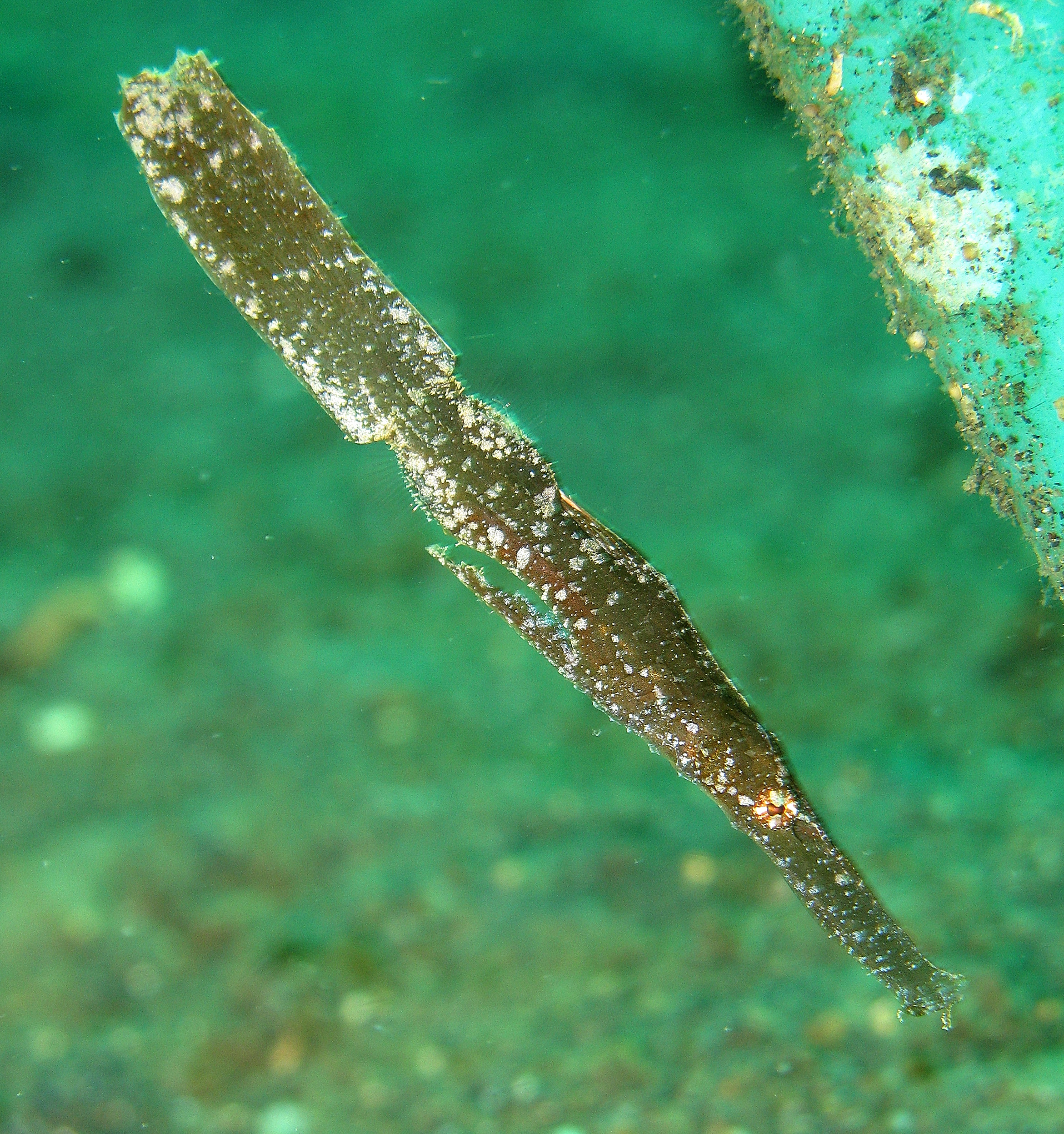
Solenostomus cyanopterus

## Ареал и места обитания
Широко распространены в Индо-Тихоокеанской области от юга Африки и Красного моря до Таиланда, Японии и Австралии. Обитают в прибрежных водах на скалистых и коралловых рифах, или над песчаными и илистыми грунтами; среди горгонарий, морских лилий и водорослей родов Halimeda, Cystoseira и Sargassum. Могут быстро изменять окраску в зависимости от условий окружающей среды. Питаются мелкими ракообразными, всасывая добычу через длинное рыло. Брюшные плавники у самок образуют выводковый мешок, в котором вынашивается икра (в отличие от представителей семейства Syngnathidae, в котором икру вынашивают самцы).

## Классификация
В состав рода включают 6 видов:
- Solenostomus armatus Weber, 1913
- Solenostomus cyanopterus Bleeker, 1854
- Solenostomus halimeda J. W. Orr, Fritzsche & J. E. Randall, 2002
- Solenostomus leptosome S. Tanaka (I), 1908
- Solenostomus paegnius Jordan & Thompson, 1914 — Жёлто-красный трубкорыл
- Solenostomus paradoxus (Pallas, 1770)